# Agrias niepelti
Agrias niepelti är en fjärilsart som beskrevs av Seydel 1925. Agrias niepelti ingår i släktet Agrias och familjen praktfjärilar. Inga underarter finns listade i Catalogue of Life.